# Жозе Марија Невес
Жозе Марија Переира Невес (порт. José Maria Pereira Neves; Санта Катарина, 28. март 1960) зеленортски је политичар, члан Афричке партије за независност Зеленортских Острва и премијер Зеленортских Острва од 2001. године до 2016. године. Веома млад је ушао у политику; већ је 1975. године био вођа омладинске организације. Школовао се у Бразилу. Године 2011. био је изабран на служење трећег мандата премијерске функције.
У октобру 2021. године, Жозе Марија Невес, побиједио је на предсједничким изборима у првом кругу 17. октобра, према првим резултатима објављеним на службеној веб страници. освојио 51,5% гласова, што је апсолутна већина неопходна за избор у првом кругу, према овим резултатима који се односе на 97% бирачких места.